# Pangupterus liui
Pangupterus liui — вид птерозаврів з родини Ctenochasmatidae, що існував у ранній крейді в Східній Азії.

## Назва
Назва роду поєднує ім’я Пань-гу — творця космосу в китайській міфології, з латинізованим давньогрецьким pteron — «крило», поширеним суфіксом у назвах птерозаврів. Назва виду дана на честь Лю Цзюня, який зробив скам’янілість доступною для науки.

## Скам'янілості
Рештки птерозавра знайдено у відкладеннях формації Цзюфотан в провінції Ляонін на сході Китаю. Голотип складається з пари нижніх щелеп без задніх боків, сплощених на одній пластині. Зразок підготував Чжан Юцін. Він зберігається у колекції Музею птерозаврів Бейпяо.

## Опис
Він відомий за переважно повною нижньою щелепою, яка має 36 тонких рівномірно розташованих конічних зубів, що стирчать під кутом на її кінчику. Деякі зуби менші, ніж інші, і виглядають як змінні зуби. Зуби мали відносно високу щільність понад 4 на сантиметр, хоча проміжки між зубами були ширші за діаметр самих зубів. Такі зуби не трапляються в жодного іншого зубастого птерозавра з формації Цзюфотан із порівнянним матеріалом, і ця спеціалізована морфологія зубів свідчить про рибоїдний спосіб життя.
Pangupterus був реконструйований як досить маленький вид з розмахом крил приблизно сімдесят сантиметрів. Орієнтовна довжина нижньої щелепи становить 188,9/195,3 мм на основі відбитків, залишених у матриці відсутніми задніми частинами. Щелепи утворюють ззаду кут менше 30° один з одним. Нижня сторона щелепи вкрита вузькими поздовжніми борозенками і ямками. Спереду щелепи зрощені в симфіз. Його кінчик трохи розширений і має центральний виступ, «одонтоїд». Приблизно вісімнадцять зубів з кожного боку симфізу. У скам'янілості зуби вислизнули зі своїх гнізд і тепер лежать, як віяло, навколо симфізу, що полегшує їх вивчення, але робить їхню звичайну орієнтацію незрозумілою. Вони подовжені, конусоподібні, досить міцні і дещо загнуті назад. Найдовший зуб має довжину 6,7 міліметра, з них коронка становить 4,4 міліметра. Незважаючи на круглий поперечний переріз, лунки зубів витягнуті вздовж щелепи.

## Класифікація
Хоча філогенетичний аналіз для визначення спорідненості не проводився, Pangupterus має невеликий відросток, який називається одонтоїдом, на кінці верхньої щелепи; таке утворення також спостерігається в істіодактилід Longchengpterus та Istiodactylus. У 2022 році Чан-Фу Чжоу та його колеги ідентифікували Pangupterus як представника Ctenochasmatidae без коментарів.